# Rio Caceribu
O Rio Caceribu é um rio do Rio de Janeiro, com cerca de 60 km de extensão e área de drenagem de 846 km². Suas nascentes ocorrem nas serras, áreas ainda florestadas, dos municípios de Rio Bonito e Tanguá, atravessa Itaboraí e parte de São Gonçalo e desagua a leste da Baía de Guanabara, pelo manguezal de Guapimirim. Seus principais afluentes são rio Aldeia, rio dos Duques, rio Bonito e Rio Tanguá. O Caceribu era um afluente do Rio Macacu, ambos contribuiram para a estruturação do território local, por serem na época as principais vias de transporte de mercadorias e pessoas. Entre as décadas de 1940 e 1960 com grandes obras de engenharia de saneamento realizadas na Baixada Fluminense, o Rio Macacu foi desviado para o Rio Guapimirim, onde passou a desaguar, tendo permanecido a bacia do rio Caceribu isolada, desaguando pela mesma foz do antigo Macacu. Recentemente, em março de 2010, ocorreu um grande vazamento de óleo mineral nesse rio, na altura de Itaboraí.